# Сеґела
Сеґела́ (фр. Séguéla) — місто на заході Кот-д'Івуару, адміністративний центр округу Вороба, регіону Вородуґу та однойменного департаменту.

## Географія
Місто знаходиться в південній частині округу Вороба, на південь від річки Банороні (притока річки Червона Бандама), на відстані приблизно 195 кілометрів на північний захід від столиці країни Ямусукро. Абсолютна висота — 309 метрів над рівнем моря.

### Клімат
Місто знаходиться у зоні, котра характеризується кліматом тропічних саван. Найтепліший місяць — березень із середньою температурою 28 °C (82.4 °F). Найхолодніший місяць — липень, із середньою температурою 24.7 °С (76.5 °F).
| Клімат Сегели           | Клімат Сегели | Клімат Сегели | Клімат Сегели | Клімат Сегели | Клімат Сегели | Клімат Сегели | Клімат Сегели | Клімат Сегели | Клімат Сегели | Клімат Сегели | Клімат Сегели | Клімат Сегели | Клімат Сегели |
| Показник                | Січ.          | Лют.          | Бер.          | Квіт.         | Трав.         | Черв.         | Лип.          | Серп.         | Вер.          | Жовт.         | Лист.         | Груд.         | Рік           |
| Середня температура, °C | 25,3          | 27,4          | 28            | 27,6          | 26,8          | 25,8          | 24,7          | 24,7          | 25,3          | 25,7          | 25,9          | 24,7          | 26            |
| Норма опадів, мм        | 13.1          | 44            | 80.2          | 110.9         | 122.1         | 128.3         | 124.1         | 189.1         | 225.4         | 149.8         | 45            | 19.2          | 1251.2        |
| Днів з опадами          | 0,9           | 3,3           | 7,4           | 9,3           | 12,2          | 13,6          | 16,2          | 19,3          | 18,7          | 13,2          | 4,3           | 1,3           | 119,7         |
| Вологість повітря, %    | 55.3          | 56.9          | 65            | 73            | 77.3          | 80.2          | 81.9          | 82.8          | 81.2          | 77.9          | 74.2          | 62            | 72.3          |
| ----------------------- | ------------- | ------------- | ------------- | ------------- | ------------- | ------------- | ------------- | ------------- | ------------- | ------------- | ------------- | ------------- | ------------- |
| Джерело: Weatherbase    |               |               |               |               |               |               |               |               |               |               |               |               |               |

## Населення
За даними перепису 2014 року чисельність населення міста становила 63 774 осіб. У місті поширенні французька та мова дьюла.
Динаміка чисельності населення міста по роках:
| 1975   | 1988   | 2007   | 2010   | 2014   |
| ------ | ------ | ------ | ------ | ------ |
| 12 692 | 29 003 | 54 100 | 63 557 | 63 774 |

## Освіта
У місті 9 початкових, 3 середніх школи та 3 коледжі.

## Транспорт
За 2 кілометри на захід від міста розташоване невелике однойменне летовище (ICAO: DISG, IATA: SEO).